# Hemipeplus egregius
Hemipeplus egregius is een keversoort uit de familie Mycteridae. De wetenschappelijke naam van de soort is voor het eerst geldig gepubliceerd in 1930 door Arrow.